# Emily Günther
Pour les articles homonymes, voir Günther.
Emily Günther née le 11 janvier 2000, est une joueuse allemande de hockey sur gazon.

## Carrière
Elle a fait ses débuts en équipe première le 12 mars 2022 contre l'Inde à Bhubaneswar lors de la Ligue professionnelle 2021-2022.

## Palmarès
- : 2e à la Coupe du monde U21 en 2022.